# Royal Canadian Mint

Flagge der Royal Canadian Mint

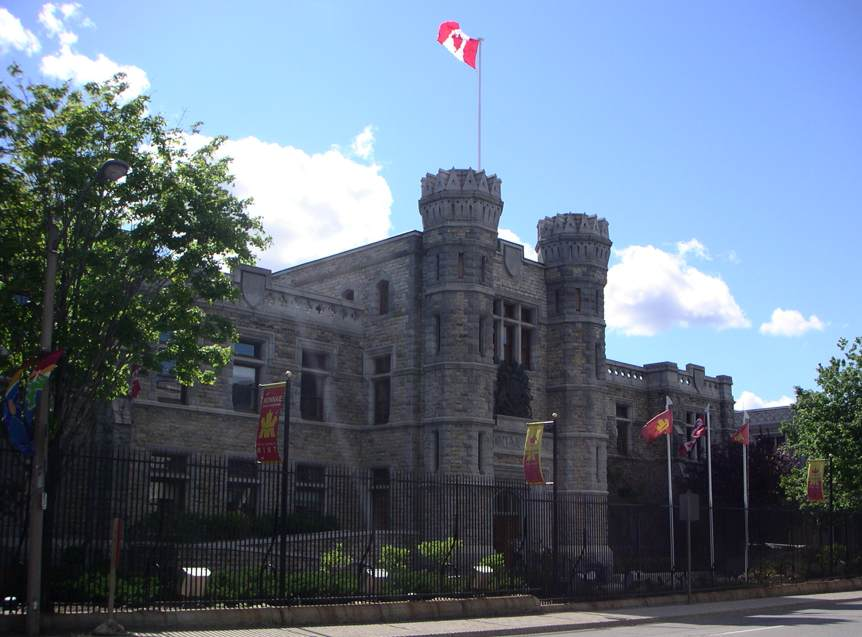
Dienstgebäude am Hauptsitz Ottawa

Die Royal Canadian Mint (englisch, RCM) bzw. wegen der staatlichen kanadischen Zweisprachigkeit gleichberechtigt auch Monnaie royale canadienne (französisch, MRC); dt. Königlich Kanadisches Münzamt; ist die am 2. Januar 1908 gegründete Münzprägeanstalt Kanadas mit Sitz in Ottawa. Derzeitige Präsidentin (Master of the Mint) und CEO ist Sandra Hanington, die Ian Bennett ablöste.
Als Crown Corporation unter Aufsicht des Minister of Finance stellt sie exklusiv den kanadischen Dollar (Kursmünzen) und Münzen von 74 fremden Währungen her. Des Weiteren werden Gedenkmünzen sowie Silber- und Goldmünzen, darunter auch die bekannten Maple-Leaf-Münzen produziert. Das Unternehmen produziert nach eigenen Angaben werktäglich 15 Millionen Münzen. Die kanadischen Dollarmünzen werden namens und im Auftrag des kanadischen Monarchen herausgegeben.
Sie unterhält heute nur eine Prägestätte für Kursmünzen, die sich in Winnipeg befindet () und eine Fläche von 14.864 m² aufweist. Sie wurde 1975 errichtet.

## Geschichte
Die Mint wurde 1908 als Zweigstelle der britischen Royal Mint gegründet. 1931 kam sie unter Kontrolle des kanadischen Finanzministeriums. Seit 1969 besitzt sie als Crown Corporation unternehmerische Selbständigkeit. Im Jahre 1971 schließlich wurde der Standort Winnipeg eröffnet.
Seit dem Jahr 1979 besitzt der Sitz der Royal Canadian Mint den Status einer nationalen historischen Stätte.